# Bataille de la barrière
Première guerre de l'opium
Batailles
m
- Kowloon
- Chuanbi (1re)
- Chusan (1re)
- Barrière
- Chuanbi (2e)
- Bogue
- Première barre
- Whampoa
- Broadway
- Canton (1re)
- Canton (2e)
- Sanyuanli
- Amoy
- Chusan (2e)
- Chinhai
- Ningpo
- Tzeki
- Chapu
- Woosung
- Chinkiang
- Nerbudda

La bataille de la barrière (澳門之戰, Battle of the Barrier) est un affrontement entre les forces britanniques et chinoises à la frontière séparant Macao à la Chine, le 19 août 1840 durant la première guerre de l'opium. Située sur l'actuelle Portas do Cerco, la péninsule de Macao était reliée à l'île de Xiangshan (en) par un isthme étroit d'environ 100 mètres de large et 1,2 km de long. Un mur appelé la « barrière » est construit à travers l'isthme en 1573, et servait de frontière à Macao.

## Contexte
Le 6 août 1840, des soldats chinois capturent le révérend britannique Vincent Stanton (en) alors qu'il nage dans la baie de Casilha à Macao, provoquant un tollé dans la communauté britannique.

## Bataille

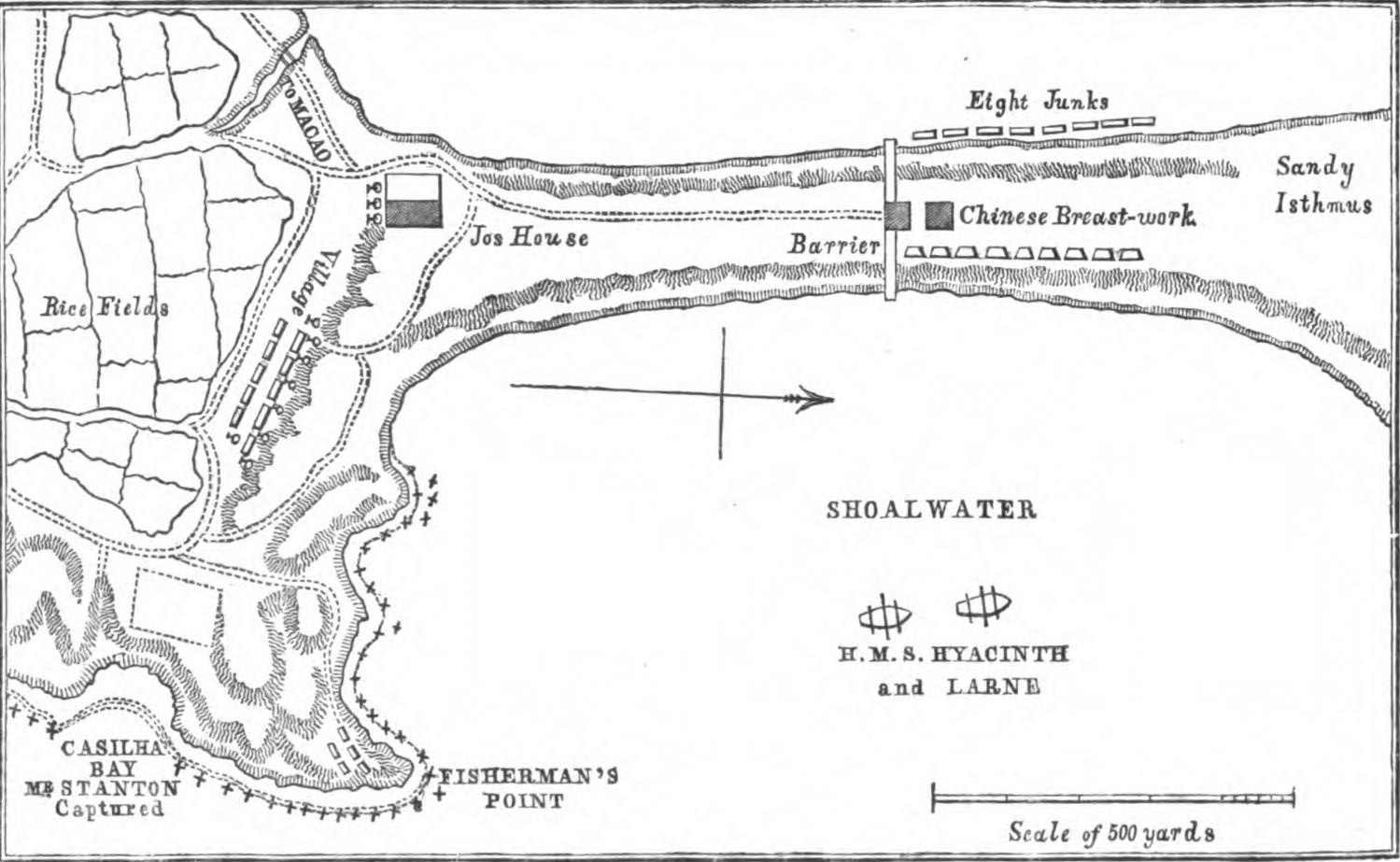
Carte de la bataille.

Le 18 août 1840, le vapeur Enterprise, le HMS Druid (en), et le navire de transport Nazareth Shah, qui a à son bord un détachement de volontaires du Bengale (en), arrivent au large de Macao. Le lendemain matin, les HMS Hyacinth (en) et HMS Larne (en) font route vers la baie près de la barrière. Les volontaires du Bengale sont embarqués à bord de l'Enterprise tandis que neuf bateaux remplis de Royal Marines et de marins suivent dans le sillage des autres navires. Le Hyacinth et le Larne, accompagnées du cotre Louisa et du vaisseau Enterprise, ayant des marins et des marines du Druid avec des volontaires du Bengale à bord, attaquent la barrière. Lord Henry John Spencer-Churchill, fils de George Spencer-Churchill et arrière-arrière-grand-oncle de Winston Churchill, commande le Druid jusqu'à sa mort à Macao le 2 juin 1840 de dysenterie,. Ces navires stationnent dans la baie des Pêcheurs, aussi près du rivage que la profondeur de l'eau le permet et ouvrent le feu sur une batterie de 17 canons à environ 550 mètres de distance, qui riposte rapidement. La canonnade dure une heure, avec plus de 600 tirs.
La garnison chinoise de la barrière et dans ses environs compte 2 000 soldats. Yi Zhongfu, l'intendant du circuit gaolien dans le Guangdong, est stationné à Macao avec ses troupes qui avancent au nord de la colonie portugaise tandis que des renforts avancent vers le sud de Beishan, les deux groupes renforçant les flancs chinois au milieu. Les Portugais sont officiellement neutres et ne prennent aucune mesure pendant l'engagement.
Un officier britannique écrit : «  Les jonques [chinoises], qui étaient échouées dans le port intérieur, étaient totalement inutiles, car aucun de leurs canons ne pouvait être utilisé, bien que plusieurs des tirs de trente-deux livres des navires aient trouvé leur chemin sur la berge, à la grande consternation des occupants des jonques ». En moins d'une heure, les batteries sont réduites au silence et les forces britanniques débarquent. Elles se composent de 110 marines commandés par le lieutenant William Robert Maxwell, 90 marins du Druid commandés par le lieutenant George Goldsmith et 180 volontaires du Bengale, formant une brigade de 380 hommes commandée par le capitaine Mee. Un canon de campagne du Druid est installé sur la plage, ratissant la position chinoise. À 17h00, le ratissage est terminé et les casernes et les tentes sont incendiées. Les Britanniques réembarquent tard dans la soirée vers Macao Roads, un mouillage à l'est de Macao.

## Conséquences
Après des négociations, Stanton est libéré de Canton sur ordre du commissaire Qishan le 12 décembre 1840. Les Chinois restaurent leurs défenses un an plus tard en construisant le fort de Latashi, à un kilomètre au nord de la barrière, mais les Portugais s'emparent du fort en août 1849.